# Gerry Turpin
Gerald “Gerry” Leslie Turpin (* 1. September 1925 in Wandsworth, London; † 16. September 1997 in North Cotswold, Gloucestershire) war ein englischer Kameramann.

## Leben
Turpin begann seine Tätigkeit 1945 in den Ealing Studios als Kameraassistent von Douglas Slocombe und Stanley Pavey. Seit 1953 war er als Camera Operator tätig, unter anderem für Pavey, Gordon Dines, Desmond Dickinson, Otto Heller, Gilbert Taylor, Reginald Wyer und Harry Waxman. Im Jahr 1961 drehte er mit Regisseur Michael Powell seinen ersten Film als Director of Photography.
Seine erste Zusammenarbeit mit Bryan Forbes, der 1964 gedrehte An einem trüben Nachmittag, brachte ihm 1965 eine Nominierung bei den British Academy Film Awards (BAFTA Award) ein. Für seinen nächsten Film mit Forbes, Flüsternde Wände (1966 gedreht), erhielt er 1968 den BAFTA Award für die beste Kamera. Für seine Kameraarbeit bei Richard Attenboroughs Regieerstling Oh! What a Lovely War wurde Turpin 1969 der BSC Best Cinematography Award und 1970 sein zweiter British Academy Film Award verliehen.
Für seine zweite Zusammenarbeit mit Attenborough, den Film Der junge Löwe über die Jugend Winston Churchills, entwickelte Turpin eine vor das Kameraobjektiv montierte Vorrichtung namens Colorflex, die eine Alternative zur traditionellen Vorbelichtung (flashing) des Negativfilms im Kopierwerk darstellte. Durch Vorbelichtung des Filmmaterials wird generell eine Kontrastabflachung und damit Aufhellung dunkler Partien erzielt. Mit dem Colorflex konnte Turpin während des Drehens selektiv Teile des Bilds mit farbigem Blitzlicht vorbelichten und damit einerseits die Kontrastabflachung genauer steuern und andererseits Farbtöne gezielter beeinflussen als durch den Einsatz von Filtern.
Ab 1973 entwickelte Turpin sein Colorflex-System zu einem umfassenden System namens Lightflex weiter, das in der Folge unter anderem von Kameramännern wie Ossie Morris (1978 bei The Wiz), Freddie Francis (1984 bei Dune), Sven Nykvist (1984 bei Eine Liebe von Swann), Adam Greenberg (1987 bei La Bamba) und Jost Vacano (1990 bei Total Recall) eingesetzt wurde. Bei der 56. Oscarverleihung (1984) erhielt Turpin für Lightflex einen Technik-Oscar (Scientific and Engineering Award). 1985 wurde das System von Arriflex aufgekauft und später zum schlankeren VariCon-System weiterentwickelt.

## Filmografie
- 1959: Strahlender Himmel – strahlendes Glück (Luna de Miel) (associate photographer) – Regie: Michael Powell
- 1961: The Queen’s Guards – Regie: Michael Powell
- 1964: The Human Jungle (Fernsehserie)
- 1964: An einem trüben Nachmittag (Seance on a Wet Afternoon)
- 1965: Mit Schirm, Charme und Melone (The Avengers) (Fernsehserie)
- 1966: Dutchman – Regie: Anthony Harvey
- 1966: Protest (Morgan: A Suitable Case for Treatment)
- 1966: Letzte Grüße von Onkel Joe (The Wrong Box)
- 1967: Flüsternde Wände (The Whisperers)
- 1967: Bobo ist der Größte (The Bobo) – Regie: Robert Parrish
- 1968: Die Todesfalle (Deadfall) – Regie: Bryan Forbes
- 1968: Diamanten zum Frühstück (Diamonds for Breakfast) – Regie: Christopher Morahan
- 1969: Oh! What a Lovely War
- 1970: Hoffman – Regie: Alvin Rakoff
- 1970: Der Mann, der die Frauen beherrschte (The Man Who Had Power Over Women) – Regie: John Krish
- 1971: I Want What I Want – Regie: John Dexter
- 1971: What Became of Jack and Jill? – Regie: Bill Bain
- 1972: Der junge Löwe (Young Winston)
- 1973: Sheila (The Last of Sheila)
- 1985: The Doctor and the Devils – Regie: Freddie Francis